# Catalitzador d'Adams
El catalitzador d'Adams és un catalitzador que s'utilitza a baixes pressions en síntesi orgànica. La seva fórmula és PtO₂. La seva reactivitat enfront dels diferents grups funcionals orgànics és la següent: carbonil >> olefina > derivat halogenat > aromàtic.